# Nicholas Peter Dallis
Nicholas Peter „Nick“ Dallis (* 15. Dezember 1911 in New York City; † 6. Juli 1991) war ein US-amerikanischer Psychiater und Comicautor.

## Leben und Werk
Auf Long Island aufgewachsen, besuchte Dallis das Washington & Jefferson College, wo er 1933 graduierte. Nach der Erlangung eines medizinischen Abschlusses an der Temple University in Philadelphia im Jahr 1938 und der Heirat mit der Krankenschwester Sarah Luddy, war Dallis nach 1945 als niedergelassener Psychiater in Toledo, Ohio, tätig.
In jener Zeit wurde der Journalist und Cartoonist Allen Saunders vom örtlichen psychiatrischen Zentrum eingeladen. In seiner Biografie erinnerte er sich daran, dass Dallis ihm gegenüber eröffnete, einen Comic über die Geschichte der Medizin schreiben zu wollen. Saunders habe ihm darauf erwidert, dass dieser lobenswerte Plan niemals aufgehen würde. Das Publikum wolle unterhalten – nicht belehrt werden. Aber eine Geschichte über einen stattlichen Arzt, der mit seinen Patienten in Verwicklungen gerate, könnte ein Erfolg werden.
Dallis' erster Daily strip war der von Marvin Bradley gezeichnete Comicstrip Rex Morgan, M.D., der im Jahr 1948 begonnen wurde. Unter dem Pseudonym Paul Nichols entstand in Zusammenarbeit mit dem Zeichner Dan Heilman die Serie Judge Parker, die im Jahr 1952 startete. Hintergrund dieser Comicserie war seine zunehmende Beschäftigung mit der psychiatrischen Beurteilung und Beurteilung von straffälligen Jugendlichen in Zusammenarbeit mit dem Jugendgericht. Beide im Stil von Seifenopern kreierten Strips standen in der Tradition der Werke Saunders, aber im Gegensatz zu dessen Mary Worth standen hier männliche Protagonisten im Zentrum der Geschichten, die ihre Klienten oder Patienten professionell berieten oder auch persönlich eingriffen, um deren Probleme zu bewältigen. Judge Parker erhielt im Laufe der Jahre seines Erscheinens in 175 Zeitungen diverse Auszeichnungen, wie z. B. den Lena Warner Prize, den die University of Tennessee für außergewöhnliche Verdienste um die Gesundheit der Nation verlieh, und den National Academy of Nursing's Media Award Innovation. 1958 verabschiedete er sich endgültig von seiner Laufbahn als Mediziner, zog nach Phoenix, Arizona, und widmete sich ausschließlich dem Texten und der Konzeption von Comics. Der von Alex Kotzky gezeichnete Comicstrip Apartment 3-G, in dem drei beruflich erfolgreiche junge Damen ein Apartment in Manhattan teilten, debütierte im Mai 1961.
Nach Woody Wilsons Angaben hat Dallis in den 40 Jahren seiner Tätigkeit als Autor 1095 Comic Strips im Jahr getextet.
Am 6. Juli 1991 starb Dallis. Danach übernahm Kotzky auch dessen Autorenaufgabe bei Apartment 3-G und setzte den Strip bis zu seinem eigenen Tod im Jahr 1996 fort. Rex Morgan und Judge Parker werden bis heute fortgesetzt, wobei der heutige Autor Woody Wilson bereits zu Lebzeiten Dallis' von ihm ins Team integriert wurde.